# Эхокардиография

Эхокардиограмма сердца, на изображении видны предсердия и желудочки

Эхокардиогра́фия (греч.  ἠχώ — отголосок, эхо + καρδία — сердце + γράφω — писать, изображать) — метод УЗИ, направленный на исследование морфологических и функциональных изменений сердца и его клапанного аппарата. Основан на улавливании отражённых от структур сердца ультразвуковых сигналов.

## История
С момента появления технических возможностей для производства ультразвуковых аппаратов они стали использоваться в медицинской визуализации, в том числе и для визуализации сердца и его клапанного аппарата. Так возникло отдельное направление ультразвуковой диагностики — эхокардиография.

## Принцип действия
Принцип действия метода основан на способности ультразвука отражаться при взаимодействии со средами разной акустической плотности. Отражённый сигнал регистрируется, и из него формируется изображение.

## Возможности
Данный метод позволяет установить состояние мягких тканей, определить толщину стенок сердца, состояние клапанного аппарата, объём полостей сердца, сократительную активность миокарда, увидеть работу сердца в режиме реального времени, проследить скорость и особенности движения крови в предсердиях и желудочках сердца.

## Материалы и методы
Для проведения манипуляции нужен ультразвуковой аппарат. Он состоит из 3 основных блоков:
- Излучатель и приёмник ультразвука
- Блок интерпретации сигнала
- Средства ввода-вывода информации

## Показания
Эхокардиография (ЭхоКГ) показана при ишемической болезни сердца, болях неизвестной природы в области сердца, врождённых или приобретённых пороках сердца. Поводом для её проведения может быть и изменение электрокардиограммы, шумы в сердце, нарушение его ритма, гипертоническая болезнь, наличие признаков сердечной недостаточности.
Особенно важно проводить эхокардиографию с диагностической целью в детском возрасте, так как в процессе интенсивного роста и развития у ребёнка могут возникать различные жалобы.
1. людям с жалобами на одышку
2. головокружение
3. слабость
4. случаи потери сознания
5. чувство учащённого сердцебиения или «перебоев» в работе сердца, боли в области сердца и др.
6. шумов в сердце

## Противопоказания
Абсолютных противопоказаний к проведению ЭхоКГ не существует. Проведение исследования может быть затруднено у следующих категорий пациентов:
- Хронические курильщики, лица, страдающие бронхиальной астмой / хроническим бронхитом и некоторым другими заболеваниями дыхательной системы
- Женщины со значительным размером молочных желез и мужчины с выраженным оволосением передней грудной стенки
- Лица со значительными деформациями грудной клетки (реберный горб и т. д.)
- Лица с воспалительными заболеваниями кожи передней грудной клетки
- Лица, страдающие психическими заболеваниями, повышенным рвотным рефлексом и/или заболеваниями пищевода (только для проведения чрезпищеводной ЭхоКГ)